# Mitjans de comunicació en català
Mitjans de comunicació en català van ser més o menys freqüent durant la història. Històricament van incloure la premsa en català, tot com mitjans de ràdio, de televisió i a través l'Internet.

## Història
Amb la proclamació de la República, la repressió governativa sobre les publicacions en català minvà notablement i el fet afavorí l'aparició de ombroses publicacions
escrites.
Des de la fi de la Guerra Civil fins a la creació de la Corporació Catalana de Ràdio i Televisió, el primer intent reeixit per aconseguir un mitjà de comunicació escrit amb periodicitat diària fou el diari Avui.
Des de la creació de la Corporació Catalana de Ràdio i Televisió el 1983, un cens dels mitjans apareguts als territoris amb les diferents variants dialectals de la llengua catalana inclouria els següents mitjans:

## Premsa

### Diaris amb versió en paper i versió digital
- Ara (2010)
- El Punt Avui
- El Periódico
- La Vanguardia
- L'Esportiu
- Diari de Girona, diari de les comarques gironines
- El 9 Nou, diari d'Osona, el Ripollès i el Vallès Oriental
- Regió7, diari de la Catalunya Central
- Segre, diari de Lleida
- Diari Més, diari del Camp de Tarragona
- El Periòdic d'Andorra, edició d'Andorra d'El Periódico
- Diari d'Andorra

### Diaris digitals
- Vilaweb
- Nació Digital
- Crític
- El Món
- La Directa
- e-notícies
- directe.cat
- Racó Català
- Crònica Global
- La Xarxa
- ElPais.cat
- elSingular.cat
- Comunicació21
- Cultura21
- EcoDiari
- MónDivers
- Viure als Pirineus
- Bondia
- Tribuna
- Tribuna Mallorca
- Diari de Balears
- ANNA notícies
- Teatralnet - Revista digital d'Arts Escèniques
- Podall. Publicació de cultura, patrimoni i ciències

### Agències i corporacions
- 324.cat, el portal de notícies de Televisió de Catalunya i Catalunya Ràdio
- Agència Catalana de Notícies

### Revistes i setmanaris
- El Temps
- El Triangle
- L'Avenç
- Sàpiens
- Descobrir Catalunya
- Enderrock

## Televisió

### Pública
- TV3, primer canal de televisió en català, de Televisió de Catalunya
- 3/24, canal de notícies 24 hores de Televisió de Catalunya
- 33, canal cultural de Televisió de Catalunya
- Super3, canal infantil de Televisió de Catalunya
- Esport3, canal d'esports i documentals de Televisió de Catalunya
- Barcelona Televisió, canal local de Barcelona

### Privada
- 8tv
- RAC 105 TV
- El Punt Avui TV
- La Xarxa

## Ràdio

### Pública
- Catalunya Ràdio, emissora generalista
- Catalunya Informació, emissora de notícies 24 hores
- Catalunya Música, emissora de música clàssica i contemporània
- iCat, emissora de cultura

### Privada
- RAC 1
- RAC 105
- Flaix FM
- Flaixbac
- Els 40